# Runaway (canção de The Corrs)
"Runaway" é o primeiro compacto da banda The Corrs, lançado em 1995 a partir do álbum de estréia, Forgiven, Not Forgotten. 
A canção foi escrita por Andrea Corr, Sharon Corr, Caroline Corr e Jim Corr. O vídeo musical de "Runaway" foi gravado em Dublin. Majoritamente em preto e branco, conta com cores somente no final.

## Faixas

### Versão original
1. "Runaway" (edição para rádio)
2. "Runaway"
3. "Leave Me Alone"

### Re-lançamento
1. "Runaway" (remix de Tin Tin Out)
2. "Runaway"
3. "What Can I Do" (Mangini Mix - faixa bônus)